# Ermita de Nuestra Señora de Cuatrovitas
La ermita de Nuestra Señora de Cuatrovitas, también llamada de Nuestra Señora de Cuatrohabitan, o simplemente Ermita de Cuatrovitas, es un templo católico situado en el paraje de Cuatrovitas, perteneciente al municipio de Bollullos de la Mitación, en la provincia de Sevilla, España y distante seis kilómetros de su casco urbano.
En 1931 fue declarada Monumento Nacional.

## Historia
Durante la presencia de los almohades en al-Ándalus, el actual sitio de Cuatrovitas fue una población o caserío de cierta importancia, que seguramente existiese con anterioridad, pero que en este momento llegó a ser lo suficientemente importante como para tener una mezquita con su propio alminar a semejanza de otros construidos por los almohades, aunque de tamaño adaptado al templo en cuestión. La construcción del conjunto formado por alminar, patio de abluciones (sahn), y sala de oración (haram), debió iniciarse con anterioridad a la de la Giralda de Sevilla, ya que la torre de Cuatrovitas aún no muestra los característicos paños de sebka, barajándose como fechas probables los años entre 1175 y 1180.
Para adaptarse a su nueva función de templo cristiano, fueron necesarios sucesivos cambios, el primero de los cuales fue la reorientación del espacio. Si la entrada original se hacía por el norte, junto al alminar, y el mihrab se situaba en el muro sur, con la cristianización se situó el ábside en la zona norte, mientras que en la pared sur se abrió el nuevo acceso.
El raspado de los arcos de herradura, así como la construcción del pórtico delantero, deben datarse en el siglo XVI.
Durante los siglos XVII, XVIII y XIX se hicieron importantes reformas en el interior, que quedan documentadas por las inscripciones de diferentes lápidas existentes, donde se relatan distintas vicisitudes históricas del templo. Quizás una de ellas acabara con la colocación de las campanas, citadas en la lápida de 1618. Tres años después, en 1621 fue colocada la pila de agua bendita.

## Descripción
Es un edificio de planta rectangular y tres naves, separadas por arquerías de medio punto que en su origen eran de herradura. Tiene otras dos naves más separadas, una a cada lado, que hoy sirven de dependencias de servicio de la ermita. Esto nos muestra que la mezquita original tenía cinco naves.
Hay que destacar la importancia del frontal del altar, un paño de azulejos del siglo XVI que representa a la Virgen del Rosario, rodeada de cuatro medallones con los Evangelistas.
Sobre un retablito barroco se venera la imagen de la Virgen de Cuatrovitas, invocada como patrona de Bollullos de la Mitación, y en torno a la cual se celebra una multitudinaria romería en octubre.
Fuera del edificio, en el lado de la cabecera, está la torre. Es el antiguo alminar, levantado en ladrillo y decorado con arcos de herradura y polilobulados; tiene una estructura interna similar en pequeña escala a la Giralda de Sevilla, pero con escaleras en vez de rampas. De planta cuadrada, mide 3,25 metros de lado, y 14,80 metros de altura. El remate de tres bolas doradas con que aparece representada en una pintura mural del interior de la ermita, debió retirarse en el siglo XVI, mientras que en el XVII se le añadió un campanario, retirado también más tarde.